# Helgeands församling
Helgeands församling är en församling i Lunds kontrakt i Lunds stift och Lunds kommun. Församlingen ingår i Lunds pastorat. 
Församlingen omfattar de södra delarna av staden Lund, nämligen stadsdelarna Klostergården, Nilstorp och Järnåkra. Församlingskyrka är Helgeandskyrkan, belägen vid Klostergården.

## Administrativ historik
Församlingen bildades 1992 genom utbrytning ur Lunds domkyrkoförsamling. 
Församlingen var till 2000 annexförsamling i pastoratet Lunds domkyrkoförsamling och Helgeand för att därefter från 2000 till 2014 utgöra ett eget pastorat.. Från 2014 ingår församlingen i Lunds pastorat.

## Kyrkobyggnader
- Helgeandskyrkan på Klostergården stod färdig 1968.

Inom församlingen finns även Sankt Laurentii kyrka, som ägs av Laurentiistiftelsen och ligger i anslutning till deras studenthem på Nilstorp, samt tidigare även St. Lars sjukhuskyrka på sjukhusområdet Sankt Lars. 